# Посольство Украины в Израиле
Посольство Украины в Государстве Израиль (укр. Посольство України в Державі Ізраїль) — дипломатическое учреждение Украины в Государстве Израиль.

## Задание посольства
Основная задача Посольства Украины в Тель-Авиве — представлять интересы Украины, способствовать развитию политических, экономических, культурных, научных и других связей, а также защищать права и интересы граждан и юридических лиц Украины, находящихся на территории Государства Израиль.
Посольство способствует развитию дружественных и взаимовыгодных отношений между Украиной и Государством Израиль на всех уровнях, с целью обеспечения гармоничного развития двустороннего диалога, а также сотрудничества по вопросам, представляющим взаимный интерес. Посольство выполняет также консульские функции.
С октября 2012 года действует Украинский культурный центр в Государстве Израиль. Адрес УКЦ: г. Бат-Ям, ул. Ницана 15А.

## История дипломатических отношений
Государство Израиль признало независимость Украины 25 декабря 1991 года.
26 декабря 1991 года между Украиной и Государством Израиль были установлены дипломатические отношения.
Посольство Украины в Тель-Авиве функционирует с октября 1992 года. Посольство Израиля в Киеве открыто в начале 1993 года.
В декабре 2021 года на церемонии, посвящённой 30-летию отношений между странами, посол Украины в Израиле Евгений Корнийчук заявил, что его страна признает Иерусалим столицей Израиля, и что там будет открыт филиал украинского посольства.

## Руководители дипломатической миссии
- Щербак Юрий Николаевич (24 июля 1992 — 22 октября 1994)[3][4]
- Майданник Александр Иванович (19 января 1996 — 3 января 1998)[5][6]
- Марков Дмитрий Ефимович (17 марта 1998 — 12 июля 2002)[7][8]
- Слипченко Александр Сергеевич (14 ноября 2002 — 24 июля 2004)[9][10]
- Хомяк Александр Васильевич (24 июля 2004 — 3 ноября 2005) временный поверенный
- Тимофеев Игорь Владимирович (3 ноября 2005 — 11 мая 2010)[11][12]
- Надоленко Геннадий Алексеевич (29 июня 2010 — 10 сентября 2020)[13][14]
- Корнийчук Евгений Владимирович (с 10 сентября 2020)[15]

## Генеральное консульство Украины в Хайфе
С ноября 2008 по ноябрь 2014 года действовало Генеральное консульство Украины в Хайфе.
- Турчин Игорь Витаминович, генеральный консул

## Представительство Украины в ПНА
- Представительство Украины при Палестинской Национальной Администрации[укр.]
- Эль-Бира, ул. Алькавтер, 4-й этаж, центр «Ви. Ай. Пи.»

## Почётные консулы Украины в Израиле
- Израиль: Иерусалим (Офер Кержнер)
- Израиль: Хайфа (Аарон Майберг)